# Damián Ísmodes
Damián Ísmodes Saravia (ur. 10 marca 1989 w Limie) – peruwiański piłkarz występujący na pozycji pomocnika. Zawodnik klubu Universitario de Deportes, do którego jest wypożyczony z Racingu Santander.

## Kariera klubowa
Ísmodes zawodową karierę rozpoczynał w 2006 roku w Sportingu Cristal. Jego barwy reprezentował przez 2 sezony. W tym czasie rozegrał tam 44 spotkania i zdobył 4 bramki. W styczniu 2008 roku podpisał kontrakt z hiszpańskim Racingiem Santander. W Primera División zadebiutował 18 maja 2008 roku w wygranym 1:0 pojedynku z Osasuną.
Na początku 2009 roku Ísmodes został wypożyczony do SD Eibar z Segunda División. Pierwszy ligowy mecz zaliczył tam 29 marca 2009 roku przeciwko Rayo Vallecano (0:1). Przez pół roku w barwach Eibar rozegrał 3 spotkania. W połowie 2009 roku wypożyczono go do Sportingu Cristal. Spędził tam 2 sezony, a w 2011 roku został wypożyczony z Racingu do Universitario de Deportes.

## Kariera reprezentacyjna
W reprezentacji Peru Ísmodes zadebiutował 3 czerwca 2007 roku w wygranym 2:1 towarzyskim meczu z Ekwadorem. W tym samym roku został powołany do kadry na Copa América. Na tym turnieju, zakończonym przez Peru na ćwierćfinale, zagrał tylko w pojedynku z Boliwią (2:2).